# Далеко на заході
«Далеко на Заході» (рос. Далеко на западе) — радянський художній фільм режисера Олександра Файнциммера. Героїко-пригодницька військова стрічка за сценарієм Георгія Мдівані. Виробництво кіностудії «Мосфільм» 1968 року. Прем'єра картини відбулася 24 березня 1969 року.

## Сюжет
Весна 1944 року. Війна добігає кінця. Для ремонту пошарпаних союзною авіацією захисних споруд на узбережжі Нормандії були доставлені тисячі ув'язнених концтаборів. На одному з островів невелика група в'язнів, очолювана полковником Захаровим, готує повстання. Хід подій прискорила акція, розпочата французькими військовополоненими. Вони забарикадувалися в бункері і були готові, жертвуючи собою, підірвати фортецю. Тоді на всій території укріпрайону піднялися в бій радянські ув'язнені. Охорона була роззброєна, і острів опинився в руках повсталих. Незабаром до переможців приєдналися бійці місцевого Опору, готові спільними зусиллями захищати відвойований плацдарм. На сторону союзників переходить німецький інженер-будівельник Бамлер. З його допомогою наступного дня вдалося знешкодити і заарештувати інспекторську групу на чолі з генералом Віллі фон Юргенсом. Слідуючи наказу повернути захоплений острів, німецькі війська роблять спробу висадити десант. Після важкого і затяжного бою вони змушені повернутися назад. На прохання бійців Опору радянські інженери, користуючись присутністю Бамлера, замінували весь комплекс німецьких укріплень. Колишні полонені поховали загиблих і на захоплених у противника катерах вирушили до лінії фронту.

## У ролях
- Микола Крючков —  полковник Іван Сергійович Захаров
- Всеволод Сафонов —  комісар Олексій Карпов
- Микола Мерзлікін —  Інокентій Калашников
- Геннадій Юхтін —  капітан-артилерист Сергєєв
- Анатолій Соловйов —  інженер Боровий
- Паул Буткевич —  інженер-будівельник Тауріньш
- Гурам Пірцхалава —  технік-будівельник Абесадзе
- Володимир Протасенко —  Кочергін
- Раднер Муратов —  Мурад
- Гліб Плаксін —  Дюваль
- Галина Андрєєва —  Елен
- Андрій Вертоградов —  Віктор Жервіль, французький лейтенант
- Зигмунт Мацеєвський —  Кюре
- А. Сеземан —  майор Гро-Куассі
- Антс Лаутер —  дідусь
- Улдіс Лієлдіджс —  майор Бамлер
- Фелікс Ейнас —  Мюллер
- Хайнц Браун —  Хазе, комендант острова
- Вацлав Дворжецький —  генерал Віллі фон Юргенс
- Олександр Александровський —  фельдмаршал

## Знімальна група
- Автор сценарію:  Георгій Мдівані
- Режисер-постановник:  Олександр Файнциммер
- Оператори-постановники:  Леонід Крайненков,  Володимир Степанов
- Композитори:  Василь Дехтерьов,  Вано Мураделі